# 衛生福利部中央健康保險署
衛生福利部中央健康保險署（簡稱中央健保署、健保署）是中華民國衛生福利部所屬公務機關，負責執行全民健康保險、改善醫療品質，署徽即全民健康保險標誌。前稱行政院衛生署中央健康保險局。

## 歷史
1993年12月，「中央健康保險局籌備處」成立，隸屬行政院衛生署，首長職稱為「處長」。
1994年12月30日，總統令，制定公布《中央健康保險局組織條例》。
1995年1月1日，配合全民健康保險制度即將實施，行政院衛生署於臺北市大安區信義路三段140號（台灣銀行公保大樓）成立「中央健康保險局」，中央健康保險局首長職稱為「總經理」。3月1日，全民健康保險制度開始實施。
2009年1月23日，總統令，制定公布《行政院衛生署中央健康保險局組織法》。
2010年1月1日，《行政院衛生署中央健康保險局組織法》施行，中央健康保險局更名為「行政院衛生署中央健康保險局」，首長職稱改為「局長」。
2013年6月19日，總統令，制定公布《衛生福利部中央健康保險署組織法》。7月23日，衛生福利部成立，中央健康保險局改組為「衛生福利部中央健康保險署」。

## 組織
- 署長一人，職務比照簡任第十三職等(政務職)
  - 副署長二人，職務列簡任第十二職等
    - 主任秘書，職務列簡任第十一職等

### 幕僚單位
- 資訊室：辦理資訊作業規劃、推展、操作、管理、資訊設施維護等事項。

1.資訊作業一科
2.資訊作業二科
3.資訊作業三科
4.資訊作業四科
5.資訊作業五科
6.資訊作業六科
- 秘書室：印信典守、文書收發、檔案管理、出納、庶務、公關及工員管理等事項。

1.文書科
2.總務科
3.公共關係科
- 人事室：人事業務等事項。

1.人事一科
2.人事二科
- 主計室：歲計、會計及統計業務等事項。

1.歲計科
2.會計科
3.統計科
- 政風室：政風業務等事項。

1.政風一科
2.政風二科

### 業務單位

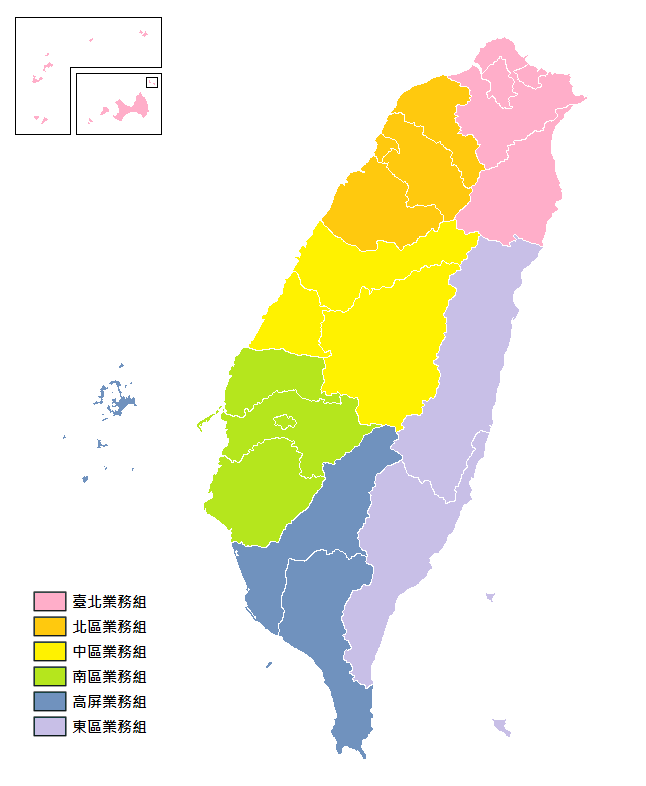
衛生福利部中央健康保險署業務組分區地圖

- 企劃管理組：辦理保險綜合業務規劃、保險費率精算、法律事務、稽核管考、辦事處管理、業務講習、資料之蒐集及分析等業務。

1.企劃研究科
2.法律事務科
3.稽核管考科
4.辦事處管理科
20個辦事處派出單位：
- 臺北業務組 - 業務範圍：臺北市、新北市、基隆市、宜蘭縣、金門縣、連江縣[4]
- 北區業務組 - 業務範圍：桃園市、新竹市、新竹縣、苗栗縣[5]
- 中區業務組 - 業務範圍：臺中市、彰化縣、南投縣[6]
- 南區業務組 - 業務範圍：雲林縣、嘉義市、嘉義縣、臺南市[7]
- 高屏業務組 - 業務範圍：高雄市、屏東縣、澎湖縣[8]
- 東區業務組 - 業務範圍：花蓮縣、臺東縣[9]

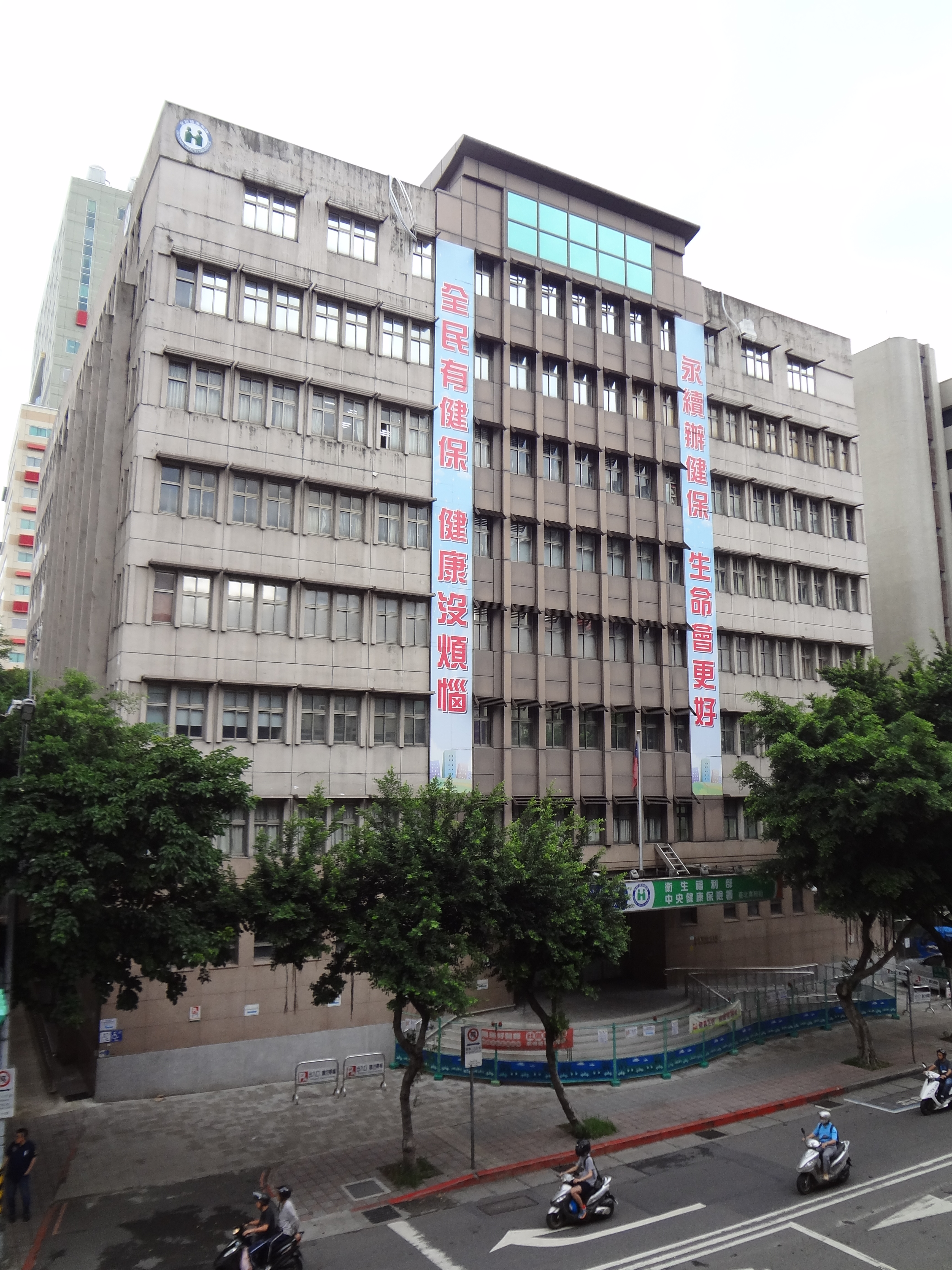
台北業務組
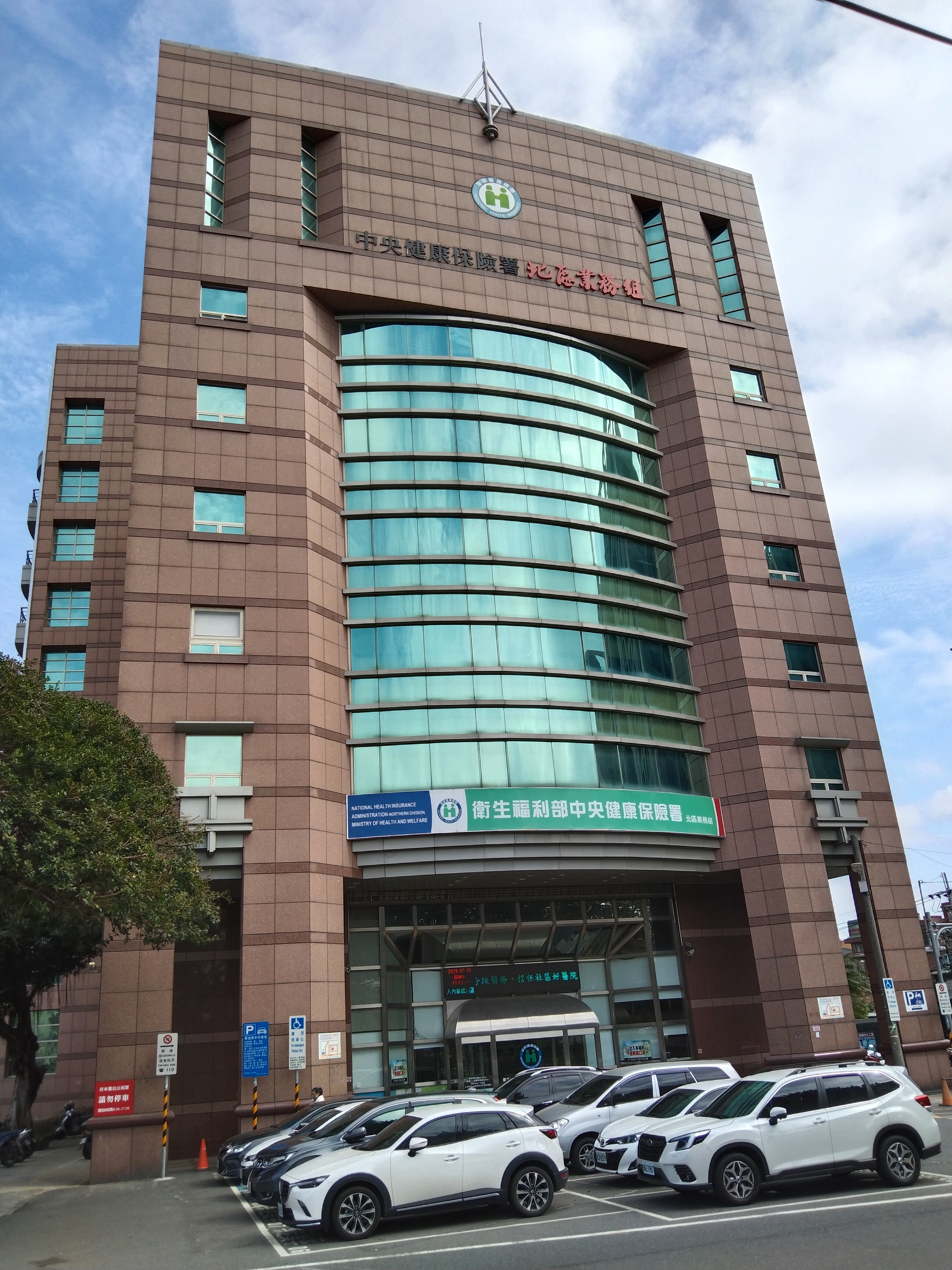
北區業務組
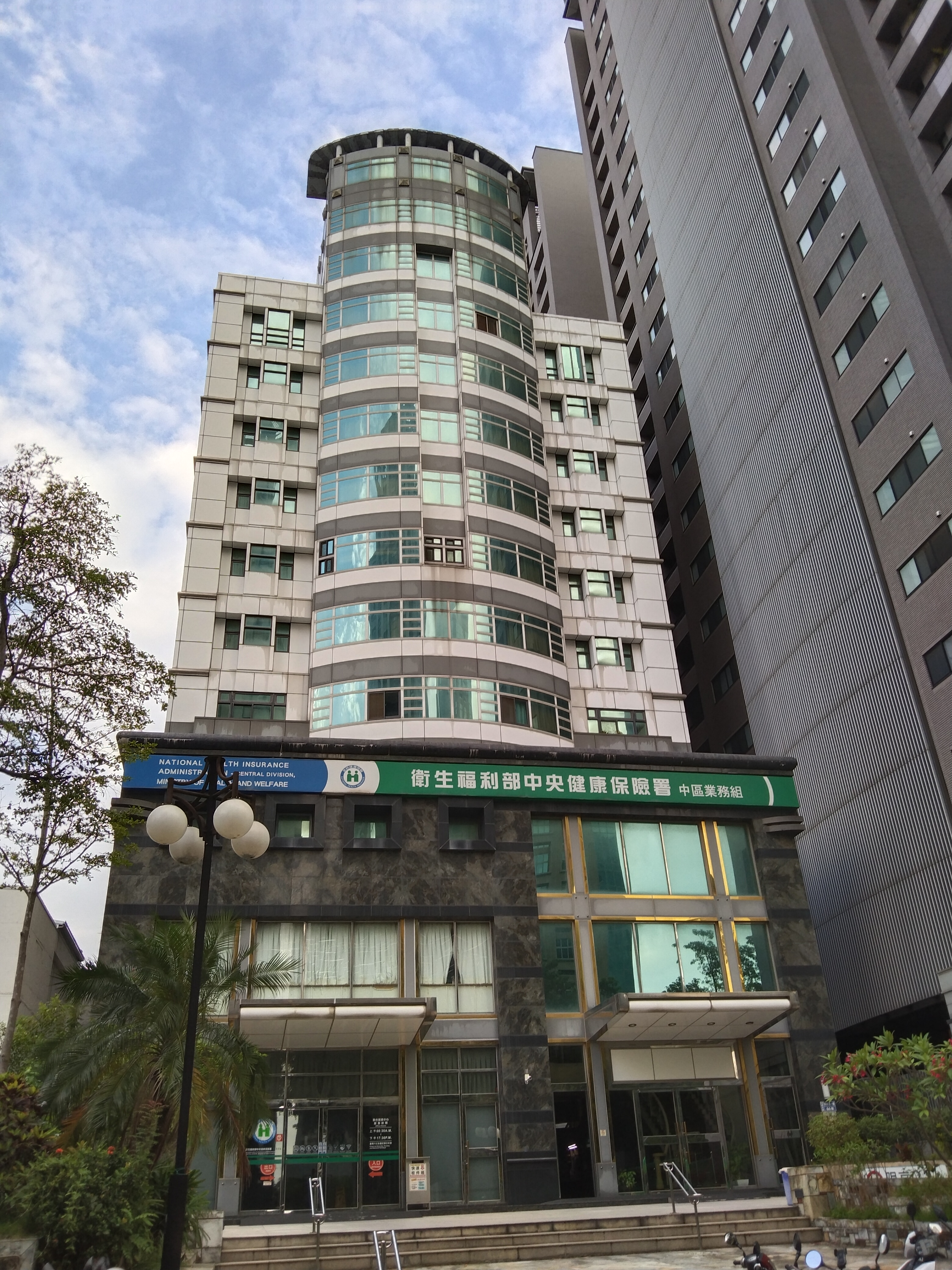
中區業務組
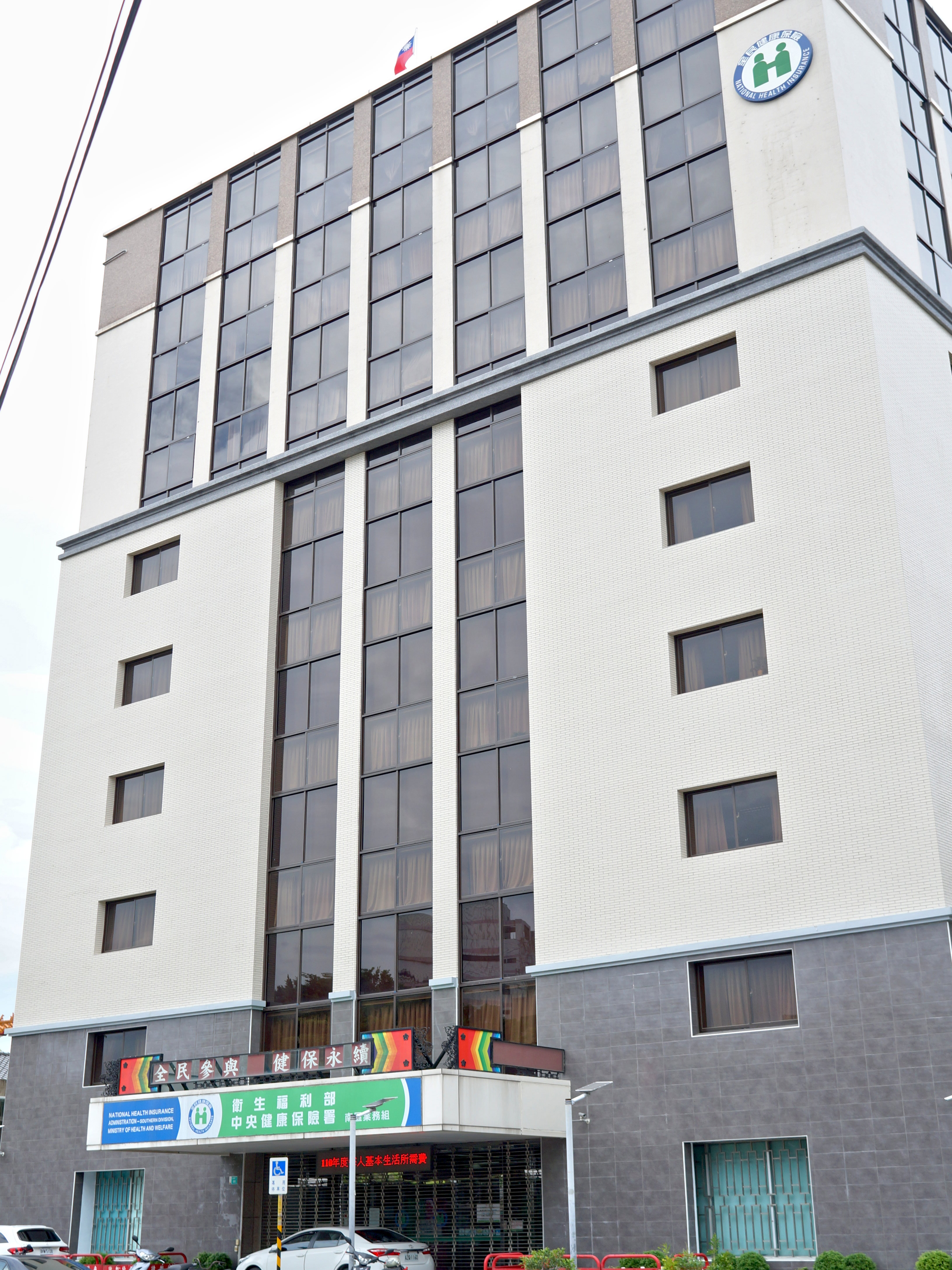
南區業務組
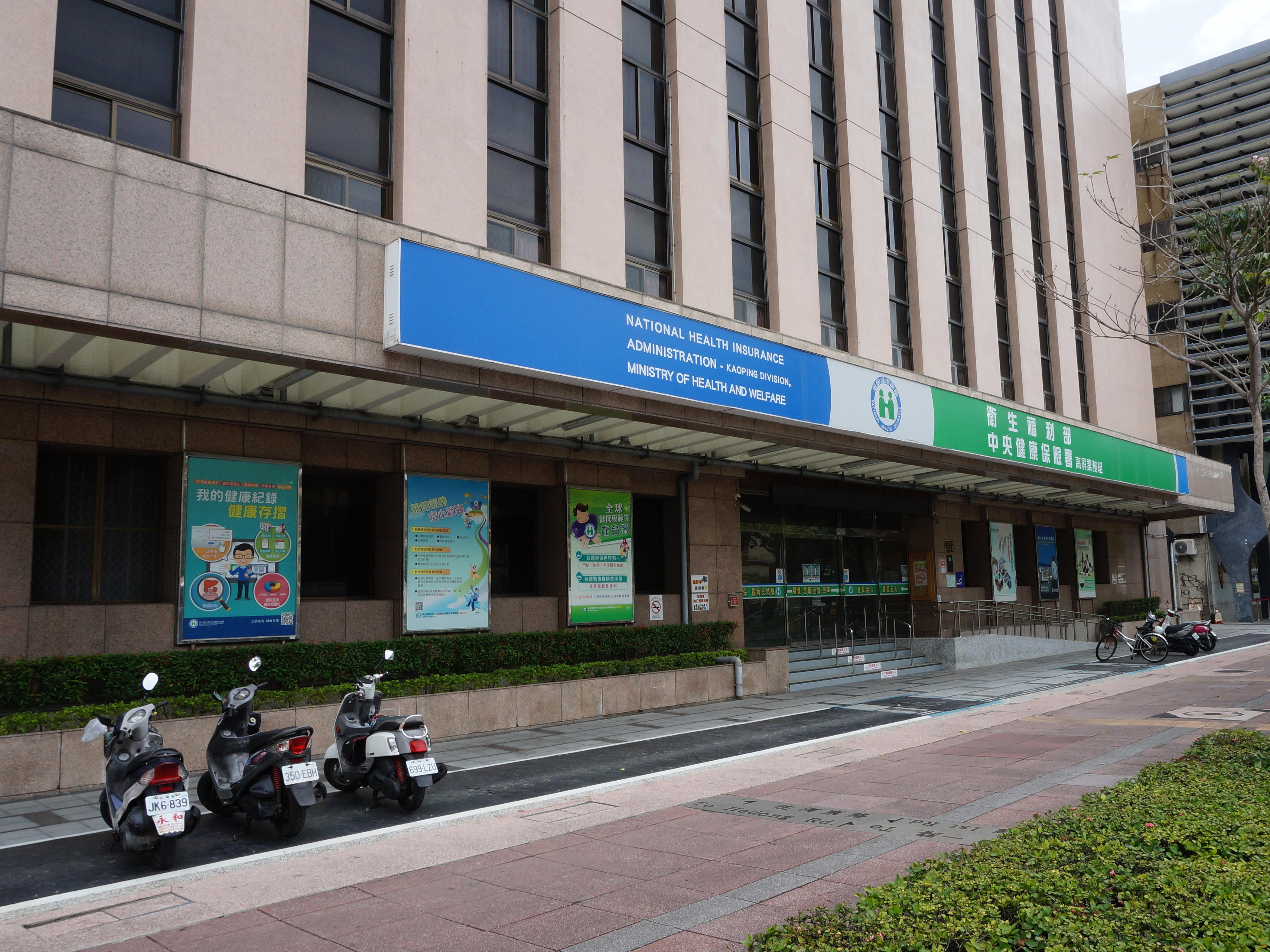
高屏業務組

- 納保組：辦理事業單位、公司行號及機關團體之新投保業務；事業單位、公司行號之加保、退保及投保薪資調整處理等業務。

1.新投保科
2.工廠事業一科
3.工廠事業二科
4.公司行號一科
5.公司行號二科
- 保費組：辦理工會、漁會之新投保業務；工會、漁會、機關團體與職業訓練機構之加保、退保及投保薪資調整處理業務；與其他有關保費處理、欠費清理及資料管理等業務。

1.保費處理科
2.欠費清理科
3.職漁團體科
4.機關團體科
5.保險年資科
- 普通事故給付組：辦理勞工保險生育、老年給付、就業保險給付與積欠工資墊償基金墊償等業務之審核。勞工保險、就業保險與積欠工資墊償基金收支及帳戶之管理業務。

1.生育給付科
2.老年給付科
3.就業保險給付科
4.保險收支科
5.給付帳務科
6.積欠工資墊償科
- 職業災害給付組：辦理勞工保險傷病、失能、死亡及醫療給付之審核業務。

1.傷病給付科
2.失能給付科
3.死亡給付科
4.醫療給付科
- 健保退休金組：辦理勞工退休金之收支、保管、滯納金之加徵、罰鍰處分、強制執行及積欠工資墊償基金之提繳等業務。

1.機關學校提繳科
2.公司行號提繳科
3.工廠事業提繳科
4.核發科
5.專戶管理科
6.財務及出納科

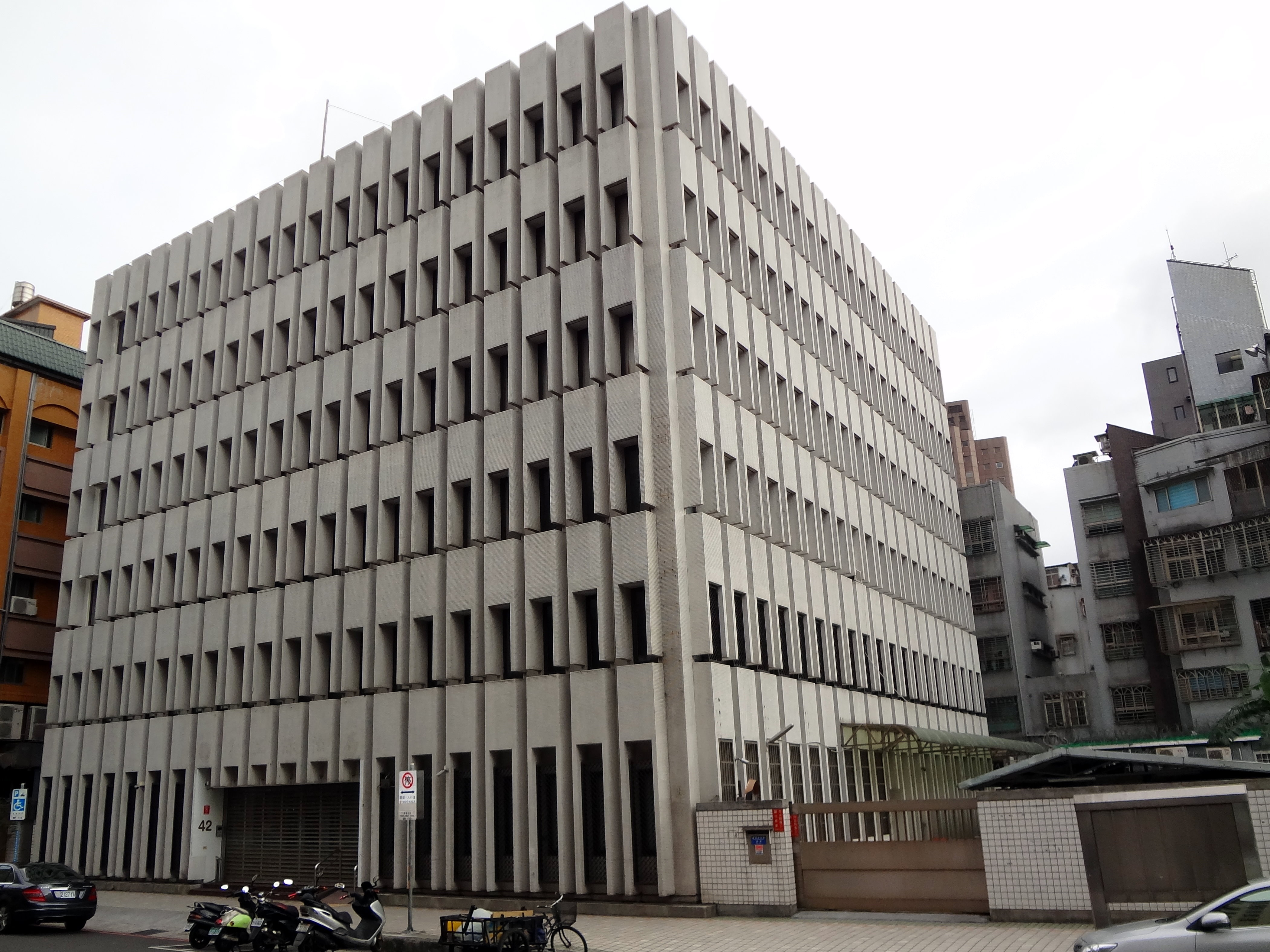
國民年金組

- 國民年金組（受衛生福利部委託業務）：接受委託辦理國民年金之承保受理、給付審理、收支管理與財務調度等相關業務。

1.納保計費一科
2.納保計費二科
3.給付一科
4.給付二科
5.理費及帳務科
6.收支管理科

### 行政單位
- 企劃組：

1. 本署業務政策、施政方針、施政計畫及目標之研訂。
2. 本署業務興革及技術發展之促進。
3. 業務計畫執行之追蹤、管制與考核、業務作業規則及標準作業流程之考核。
4. 國際合作交流業務之聯繫、參與、規劃、辦理及國際健保資訊之蒐集。
5. 相關法令執行疑義之意見提供、重要訴訟案件之協辦與業務相關法規之彙編及印行。
6. 本署業務宣導與人員專業培訓之規劃、辦理及評估。
7. 其他有關企劃事項。

- 承保組：

1. 承保政策與法規之擬議、作業規則及標準作業流程之研訂。
2. 保險費與滯納金之核計、徵收、催收、銷帳、行政執行及報列呆帳作業之規劃。
3. 保險憑證之規劃及管理原則之研訂。
4. 承保資料檔與作業系統之規劃及健保紓困基金貸款業務之規劃。
5. 投保單位或保險對象承保事項查處與投保金額查核原則之研訂及違法案件之移送。
6. 承保業務之研究發展、統計分析及技術促進。
7. 其他有關承保事項。

- 財務組：

1. 財務政策與法規之擬議、作業規則及標準作業流程之研訂。
2. 保險費率之精算、投保金額調整之擬議、健保財務收支之研析及各項健保政策財務收支影響之分析。
3. 保險資金與安全準備之運用及資金運用收益之統計。
4. 代辦職業災害保險給付之收回及代位求償請款之辦理。
5. 政府補助款、保險收入及醫療費用之撥付。
6. 保險財務之現金、有價證券、票據之出納保管登記業務之規劃及執行。
7. 財務業務之研究發展、統計分析及技術促進。
8. 其他有關財務事項。

- 醫務管理組：

1. 醫務管理政策與法規之擬議、作業規則及標準作業流程之研訂。
2. 醫療費用總額協定之擬議及各部門醫療費用總額之管理。
3. 醫療支付制度之規劃與醫療給付項目之收載、核價等支付標準之擬訂及協商。
4. 醫療費用申報與支付業務之規劃、醫療費用欠費催收及報列呆帳之規劃、處理。
5. 自墊醫療費用核退業務、山地離島與偏遠地區醫療業務之規劃及管理。
6. 保險醫事服務機構提供醫療給付或保險對象領取保險給付查處原則之研訂及違法案件之移送。
7. 醫務管理業務之研究發展、統計分析及技術促進。
8. 其他有關醫務管理事項。

- 醫審及藥材組：

1. 醫療服務審查、藥品與特殊材料政策、法規之擬議、作業規則及標準作業流程之研訂。
2. 醫療服務審查人力、規範、作業之研訂及管理。
3. 電腦自動化審查及檔案分析審查之研訂。
4. 醫療服務品質指標、監控、輔導及資訊公開之研訂。
5. 藥品之收載、核價、交易價格之調查、調整或品項之刪除及費用之監控。
6. 特殊材料支付品項之收載、核價、價格調查、調整之研訂及費用之監控。
7. 醫療服務審查、藥品、特殊材料業務之研究發展、統計分析及技術促進。
8. 其他有關醫審及藥材事項。

- 資訊組：

1. 資訊系統與資訊安全之整體規劃、設計、推動、維護、檢討評核及教育訓練之籌辦。
2. 電腦軟硬體設備、資料庫、整體網路之建置、規劃及管理。
3. 電腦設備、網路之使用效率評估、監控、分析及調整。
4. 電腦主機與其週邊設備之操作、管理、維護及故障處理。
5. 保險憑證資料管理中心之建置、營運及維護。
6. 內、外部整合性資訊平臺之規劃及管理。
7. 資訊業務之研究發展、統計分析及技術促進。
8. 其他有關資訊事項。

- 秘書室：

1. 綜理本署文書、檔案、印信、出納、採購、庶務及財產管理。
2. 國會聯絡及公關業務。
3. 不屬其他各組、室事項。

- 人事室：掌理本署人事事項。

- 政風室：掌理本署政風事項。

- 主計室：掌理本署歲計、會計及統計事項。

### 承保業務組
1. 承保業務之受理及執行。
2. 保險對象與投保單位之輔導、查核作業之執行及行政救濟事件之辦理、保險憑證之核發。
3. 保險費、滯納金及罰鍰之收繳、欠費之催收、訴追、報列呆帳相關作業之辦理。
4. 為民服務與輔導納保作業之執行及健保紓困基金貸款業務之辦理。
5. 醫事服務機構申請特約作業、特約醫事服務機構之輔導、查核與違規案件之核處及行政救濟事件之辦理。
6. 醫療費用核付業務之執行、醫療費用欠費催收及報列呆帳之處理。
7. 醫療品質提升業務與其他本署業務之執行及技術促進。
8. 其他有關各區業務組事項。

## 歷任首長
| 任別                            | 姓名                  | 就職時間              | 卸任時間              |                       |                       |                       |                       |                       |                       |                       |                       |
| 中央健康保險局 總經理           | 中央健康保險局 總經理 | 中央健康保險局 總經理 | 中央健康保險局 總經理 | 中央健康保險局 總經理 | 中央健康保險局 總經理 | 中央健康保險局 總經理 | 中央健康保險局 總經理 | 中央健康保險局 總經理 | 中央健康保險局 總經理 | 中央健康保險局 總經理 | 中央健康保險局 總經理 |
| ------------------------------- | --------------------- | --------------------- | --------------------- | --------------------- | --------------------- | --------------------- | --------------------- | --------------------- | --------------------- | --------------------- | --------------------- |
| 1                               | 葉金川                | 1995年1月1日          | 1998年2月9日          |                       |                       |                       |                       |                       |                       |                       |                       |
| 2                               | 賴美淑                | 1998年2月10日         | 2001年2月14日         |                       |                       |                       |                       |                       |                       |                       |                       |
| 3                               | 張鴻仁                | 2001年2月15日         | 2004年6月20日         |                       |                       |                       |                       |                       |                       |                       |                       |
| 代理                            | 劉見祥                | 2004年6月21日         | 2004年7月21日         |                       |                       |                       |                       |                       |                       |                       |                       |
| 4                               | 劉見祥                | 2004年7月22日         | 2006年12月17日        |                       |                       |                       |                       |                       |                       |                       |                       |
| 5                               | 朱澤民                | 2006年12月18日        | 2009年6月5日          |                       |                       |                       |                       |                       |                       |                       |                       |
| 代理                            | 李丞華                | 2009年6月6日          | 2009年9月9日          |                       |                       |                       |                       |                       |                       |                       |                       |
| 6                               | 鄭守夏                | 2009年9月10日         | 2009年12月31日        |                       |                       |                       |                       |                       |                       |                       |                       |
| 行政院衛生署中央健康保險局 局長 |                       |                       |                       |                       |                       |                       |                       |                       |                       |                       |                       |
| 1                               | 鄭守夏                | 2010年1月1日          | 2010年7月31日         |                       |                       |                       |                       |                       |                       |                       |                       |
| 2                               | 戴桂英                | 2010年8月1日          | 2012年9月3日          |                       |                       |                       |                       |                       |                       |                       |                       |
| 3                               | 黃三桂                | 2012年9月4日          | 2013年7月22日         |                       |                       |                       |                       |                       |                       |                       |                       |
| 衛生福利部中央健康保險署 署長   |                       |                       |                       |                       |                       |                       |                       |                       |                       |                       |                       |
| 1                               | 黃三桂                | 2013年7月23日         | 2016年5月19日         |                       |                       |                       |                       |                       |                       |                       |                       |
| 2                               | 李伯璋                | 2016年5月20日         | 2023年2月5日          |                       |                       |                       |                       |                       |                       |                       |                       |
| 3                               | 石崇良                | 2023年2月6日          | 現任                  |                       |                       |                       |                       |                       |                       |                       |                       |